# Актобе (футбольний клуб)
«Актобе́» (каз. Ақтөбе) — казахстанський футбольний клуб з однойменного міста. Клуб 5-разовий чемпіон Казахстану, володар Кубку Казахстану та тричі вигравав Суперкубок країни. Домашня арена — Центральний стадіон імені Кобланди-Батира, було відкрито 1975 року, вміщує 12 800 глядачів. Основним фанатським рухом є організація «13-й сектор».

## Історія

### Попередні назви
- «Актюбінець» (1967—1995)
- «Актобемунай» (1996)
- «Актобе» (1997)
- «Актобе-Ленто» (2000—2004)
- «Актобе» (з 2005)

### СРСР
Офіційна історія «Актобе» починається в 1967 року, коли команді «Актюбінець» був наданий статус команди майстрів. Створена команда грала в нижчих дивізіонах чемпіонату СРСР три сезони, після чого ще на сім років зникає з виду. Всього «Актюбінець» брав участь у чемпіонатах СРСР 19 раз за 24 роки (1967—1969 — клас «Б»; 1976—1991 рр. — 2 ліга).
У чемпіонатах СРСР команда двічі домоглася перемог у своїй зоні Другої ліги. Перший успіх прийшов у 1981 році, коли «Актюбінець» вперше в історії став чемпіоном сьомої зони Другої ліги, але до цього двічі посідав третє місце в 1979 і 1980 роках. Команда здобула 24 перемоги при 4 нічиїх та 4 поразках, випередивши на три очки карагандинський «Шахтар», але здобути путівку в Першу лігу у фінальному турнірі другої ліги актюбінський клуб не зміг.
Наступний локальний успіх прийшов до клубу через 10 років. У рік останнього розіграшу чемпіонату СРСР «Актюбінець» став найкращим у восьмій республіканській зоні другої ліги.
У чемпіонатах СРСР «Актюбінець» зіграв в 698 матчів, в яких здобув 300 перемог, 130 нічиїх та 268 поразок, різниця м'ячів 842–733. Першу перемогу в іграх чемпіонату СРСР «Актюбінець» здобув 2 травня 1976 року на полі Центрального стадіону над ферганським «Нафтовиком» (1:0), гол забив Володимир Коробков. Перший хет-трик (три голи, в одній грі) актюбінців у другій лізі було зафіксовано 4 вересня 1976 року в Актюбінську у зустрічі з чімкентським «Металургом» (4:2). У цій зустрічі відзначився Володимир Прошин, що змусив воротаря гостей тричі виймати м'яч з сітки своїх воріт.
Найгірше місце «Актюбінца» — 21 (1969). Найбільша перемога — 10:0 (Булат, Теміртау, 1990). Найбільші поразки — 0:5 («Схід-Алтин», Усть-Каменогорськ, 1983) і 1:6 («Нафтовик», Фергана, 1976; «Схід-Алтин», Усть-Каменогорськ, 1982). В активі «Актюбінця» два міжнародних матчі зі збірними В'єтнаму — 3:2 (1980 р.) і Лаосу — 6:2 (1981 р.).

### Казахстан
Розвал Радянського Союзу допоміг команді піднятись відразу на кілька дивізіонів вгору, опинившись з четвертого за рівнем дивізіону чемпіонату СРСР відразу у Вищій лізі Казахстану.
У чемпіонатах Казахстану 1992–1997 років займала місця з 9 по 14. Єдиним локальним успіхом став 1994 рік, в якому команда посіла 4 місце в національній першості та вийшла у фінал Кубка країни. У фіналі на центральному стадіоні міста Алмати у присутності однієї тисячі глядачів «Актюбінець» зустрічався з усть-каменогорським «Сходом» та поступився з рахунком 0:1.
У середині 1990-х в Казахстані почалися масові акції з відновлення колишніх назв міст. Торкнулася ця доля і Актюбінська, якому було повернуто історичну назву — Актобе, відповідно 1996 року і назва клубу «Актюбінець» була замінена «Актобемунай». Втім, під цією назвою команда провела лише один сезон, після чого змінила її на назву міста — «Актобе».
1997 року після скорочення кількості команд у вищій лізі, «Актобе» вилетів в першу лігу. 2000 року вже під назвою «Актобе-Ленто» команда виграла Першу лігу чемпіонату Казахстану, що дозволило їй повернутися в Прем'єр-лігу. В 2001 році, зайнявши в першому після повернення сезоні 8-е місце, в наступних трьох сезонах (2002–2004) команда впритул наблизилася до лідерів казахського футболу, займаючи 4—5 місця. У наступному сезоні команда втратила приставку та знову стала «Актобе».
2005 рік став найуспішнішим для команди в історії, який в перший раз в історії клубу завоював звання чемпіона Казахстану, обійшовши костанайський «Тобол». Ця перемога принесла клубу можливість взяти участь в 14-му розіграші Кубку чемпіонів Співдружності (2006). Суперниками команди стали латвійський «Металург» (Лієпая), таджицький «Вахш» (Курган-Тюбе) і азербайджанський «Нефтчі» (Баку). «Актобе» завершив турнір на стадії групового етапу, не зумівши вийти з групи.

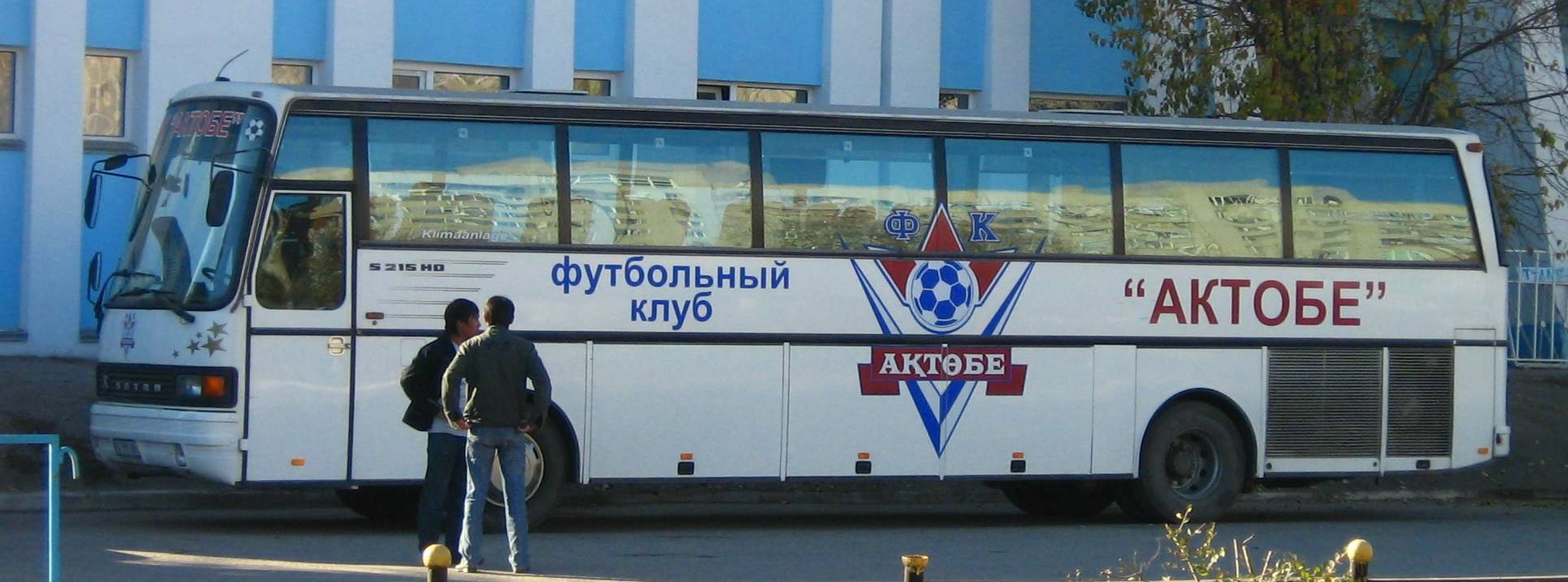
Автобус «Актобе». 2007 рік

Крім участі в Кубку чемпіонів Співдружності «Актобе», завдяки перемозі в чемпіонаті, отримав путівку у перший кваліфікаційний раунд Ліги чемпіонів 2006/07 . Першим суперником команди знову став «Металург» з Лієпаї. За сумою двох матчів — 1:2 «Актобе» поступився.
В чемпіонаті Казахстану 2006 року «Актобе» посів друге місце, відставши від свого принципового столичного суперника «Астани» на 4 очки. В Кубку Казахстану команда виступила невдало, вилетівши вже на стадії 1/8 фіналу після поразки від скромного «Есиль-Богатиря» з рахунком 0:1 у додатковий час. Тим не менш, команда отримала право брати участь у Кубку чемпіонів Співдружності 2007 після відмови від участі чемпіона країни «Астани». Але на турнірі також, не зумівши подолати бар'єр групового етапу, команда покинула розіграш. Проте, друге місце в чемпіонаті дозволило «Актобе» вийти в Кубок УЄФА 2007/08, де казахстанський клуб здобув свою першу перемогу в єврокубках, обігравши вдома австрійський «Маттерсбург» з рахунком 1:0, але у повторній грі казахи програли і вилетіли з турніру.

Логотип клубу у 2005—2009 роках

2007 року «Актобе» під керівництвом нового наставника — Володимира Муханова виграла чемпіонат вдруге у своїй історії і знову потрапили до Ліги чемпіонів (2008/09), але вкотре жодного раунду пройти не зуміли. В Лізі чемпіонів 2008/09 кривдником команди став молдавський «Шериф». Підсумок за сумою двох зустрічей 1:4. У розіграші Кубка Співдружності 2008 «Актобе» здобувши дві перемоги та зазнавши однієї поразки, втретє не зумів подолати груповий етап турніру.
2008 рік став найбільш вдалим для клубу — «Актобе» став першим і поки єдиним клубом в історії казахстанського футболу, якому вдалося виграти за сезон всі три титули — Кубок, Суперкубок та золоті медалі чемпіонату країни. У листопаді 2008 року до фінішу чемпіонату підійшли з однаковою кількістю набраних очок в активі дві найсильніші команди Казахстану — «Актобе» та «Тобол». У результаті для виявлення чемпіона знадобився «золотий матч». Чемпіон був виявлений в серії післяматчевих пенальті, загальний рахунок 5:3 на користь Актюбінської команди. Вперше в історії казахстанського футболу в січні 2009 року в Москві «Актобе» став фіналістом Кубка чемпіонів Співдружності, у фіналі поступившись молдавському «Шерифу» в серії післяматчевих пенальті. Раніше в плей-оф виходили лише семипалатинський «Елімай» (1996) і алматинский «Кайрат» (2005), але виступ цих команд закінчувалося у чвертьфіналах.
Завдяки третьому чемпіонству «Актобе» взяв участь у Лізі чемпіонів розіграшу 2009/2010. Цей турнір команда почала з 2-го кваліфікаційного раунду, де його суперником став чемпіон Ісландії «Гапнарфйордур». «Актобе» здобув дві переконливі перемоги (в гостях 4:0 і вдома 2:0) і вперше в своїй історії зміг пройти до наступного раунду, а також увійшов до ТОП-350 клубного рейтингу Міжнародної федерації футбольної історії та статистики IFFHS. В наступному раунді суперником став ізраїльський клуб «Маккабі» з міста Хайфи. За сумою двох зустрічей «Актобе» не зміг пробитися в наступний. Ізраїльський клуб пройшов далі (вдома 0:0 і в гостях 4:3), відправивши казахстанський клуб до раунду плей-оф Ліги Європи 2009/2010, де суперником «Актобе» став фіналіст попереднього Кубка УЄФА німецький «Вердер». У першому матчі раунду плей-оф «Актобе» програв 6:3, а в другому домашньому — 0:2.
2009 року «Актобе», обігравши у перенесеному матчі 18 туру чемпіонату Казахстану костанайський «Тобол» зі рахунком 5:2, став втретє поспіль чемпіоном Казахстану і в четвертий раз у своїй історії. Крім того, «Актобе» став першим клубом, який виграв чемпіонський титул тричі поспіль у чемпіонаті країни. Проте в Кубку Казахстану чемпіон країни вибував ще на стадії чвертьфіналу, поступившись у двоматчовому протистоянні карагандинському «Шахтарю». Проте в розіграші Суперкубка Казахстану 2010 «Актобе» здобув впевнену перемогу над «Атирау» і рік поспіль вийшов у фінал Кубка чемпіонів Співдружності (2010), де програв молодіжному складу казанського «Рубіна», з рахунком 5:2. Крім того завдяки перемозі в чемпіонаті «Актобе» вчетверте отримав право стартувати у Лізі чемпіонів. У другому відбірковому раунді «Актобе» протистояв грузинський чемпіон «Олімпі» (Руставі). Перший домашній матч завершився перемогою актюбінців з рахунком 2:0. У гостьовому матчі «Актобе» зігравши внічию 1:1, пройшов далі. У третьому кваліфікаційному раунді суперником став ізраїльський «Хапоель» (Тель-Авів). У підсумку «Хапоель» здобув перемогу за сумою двох матчів з рахунком 3:2. У раунді плей-оф Ліги Європи «Актобе» поступився нідерландському АЗ.
У сезоні 2010 року підопічні Володимира Муханова поступилися чемпіонством костанайському «Тоболу», після чого клуб втратив лідерство в чемпіонаті, двічі поспіль стаючи третім.

## Досягнення
Прем'єр-ліга Казахстану:
- Чемпіон (5): 2005, 2007, 2008, 2009, 2013
- Срібний призер (4): 2006, 2010, 2014, 2022
- Бронзовий призер (3): 2011, 2012, 2015

Кубок Казахстану:
- Володар (2): 2008, 2024

Суперкубок Казахстану:
- Володар (3): 2008, 2010, 2014

Кубок чемпіонів Співдружності країн СНД і Балтії
- Фіналіст (2): 2009, 2010

## Статистика

### Єврокубки
| Сезон   | Змагання            | Раунд    | Країна     | Клуб                   | Вдома | На виїзді | Підсумок     |
| ------- | ------------------- | -------- | ---------- | ---------------------- | ----- | --------- | ------------ |
| 2006/07 | Ліга чемпіонів УЄФА | 1Q       | Латвія     | «Металургс» (Лієпая)   | 1-1   | 0-1       | 1-2          |
| 2007/08 | Кубок УЄФА          | 1Q       | Австрія    | «Маттерсбург»          | 1-0   | 2-4       | 3-4          |
| 2008/09 | Ліга чемпіонів УЄФА | 1Q       | Молдова    | «Шериф» (Тирасполь)    | 1-0   | 0-4       | 1-4          |
| 2009/10 | Ліга чемпіонів УЄФА | 2Q       | Ісландія   | «Гапнарфйордур»        | 2-0   | 4-0       | 6-0          |
| 2009/10 | Ліга чемпіонів УЄФА | 3Q       | Ізраїль    | «Маккабі» (Хайфа)      | 0-0   | 3-4       | 3-4          |
| 2009/10 | Ліга Європи УЄФА    | play-off | Німеччина  | «Вердер» (Бремен)      | 0-2   | 3-6       | 3-8          |
| 2010/11 | Ліга чемпіонів УЄФА | 2Q       | Грузія     | «Олімпі» (Руставі)     | 2-0   | 1-1       | 3-1          |
| 2010/11 | Ліга чемпіонів УЄФА | 3Q       | Ізраїль    | «Хапоель» (Тель-Авів)  | 1-0   | 1-3       | 2-3          |
| 2010/11 | Ліга Європи УЄФА    | play-off | Нідерланди | АЗ (Алкмар)            | 2-1   | 0-2       | 2-3          |
| 2011/12 | Ліга Європи УЄФА    | 2Q       | Угорщина   | «Кечкемет»             | 0-0   | 1-1       | 1-1          |
| 2011/12 | Ліга Європи УЄФА    | 3Q       | Росія      | «Аланія» (Владикавказ) | 1-1   | 1-1       | 2-2 (п. 2-4) |
| 2012/13 | Ліга Європи УЄФА    | 1Q       | Грузія     | «Торпедо» (Кутаїсі)    | 1-0   | 1-1       | 2-1          |
| 2012/13 | Ліга Європи УЄФА    | 2Q       | Молдова    | «Мілсамі»              | 3-0   | 2-4       | 5-4          |
| 2012/13 | Ліга Європи УЄФА    | 3Q       | Бельгія    | «Генк»                 | 1-2   | 1-2       | 2-4          |
| 2013/14 | Ліга Європи УЄФА    | 1Q       | Вірменія   | «Гандзасар»            | 2-1   | 2-1       | 4-2          |
| 2013/14 | Ліга Європи УЄФА    | 2Q       | Норвегія   | «Годд»                 | 2-0   | 0-1       | 2-1          |
| 2013/14 | Ліга Європи УЄФА    | 3Q       | Ісландія   | «Брейдаблік»           | 1-0   | 0-1       | 1-1 (п. 2-1) |
| 2013/14 | Ліга Європи УЄФА    | play-off | Україна    | «Динамо» (Київ)        | 2-3   | 1-5       | 3-8          |

## Склад
Станом на липень 2013
| №  | Поз. | Нац.      | Гравець               |
| -- | ---- | --------- | --------------------- |
| 3  | ЗХ   | Казахстан | Олексій Мулдаров      |
| 4  | ПЗ   | Росія     | Андрій Харабара       |
| 5  | ЗХ   | Казахстан | Петро Бадло (капітан) |
| 7  | ЗХ   | Казахстан | Дмитро Мірошниченко   |
| 8  | НП   | Росія     | Сергій Давидов        |
| 10 | ПЗ   | Казахстан | Марат Хайруллін       |
| 12 | ЗХ   | Казахстан | Алішер Ажимов         |
| 13 | ПЗ   | Казахстан | Євген Дяденко         |
| 14 | НП   | Казахстан | Сергій Грідін         |
| 16 | ЗХ   | Вірменія  | Роберт Азурманян      |
| 17 | ПЗ   | Казахстан | Аскат Тагіберген      |
| 19 | НП   | Казахстан | Сергій Лисенков       |

| №  | Поз. | Нац.       | Гравець             |
| -- | ---- | ---------- | ------------------- |
| 20 | ЗХ   | Киргизстан | Еміль Кенжісарієв   |
| 22 | ЗХ   | Казахстан  | Санат Шалекенов     |
| 23 | ЗХ   | Казахстан  | Темірлан Єрланов    |
| 31 | ЗХ   | Казахстан  | Адільхан Танжариков |
| 34 | ВР   | Узбекистан | Жасур Нарзікулов    |
| 35 | ВР   | Казахстан  | Станіслав Павлов    |
| 39 | ПЗ   | Молдова    | Сергій Ковальчук    |
| 50 | НП   | Узбекистан | Олександр Гейнріх   |
| 55 | ВР   | Казахстан  | Андрій Сидельников  |
| 80 | ПЗ   | Узбекистан | Тимур Кападзе       |
| 88 | ПЗ   | Казахстан  | Олександр Вольф     |
| 89 | ЗХ   | Казахстан  | Алдан Балтаєв       |
| 95 | НП   | Казахстан  | Абат Аїмбетов       |

## Відомі футболісти
- Геннадій Шапкін
- Вагіф Кулієв
- Андрій Михальчук
- Валерій Шушляков
- Олександр Жидков
- Ігор Кріушенко
- Федір Гаглоєв
- Андрій Карпович
- Андрій Мірошниченко
- Самат Смаков
- Мурат Тлешев
- Дмитро Огай
- Еміль Кенжісарієв
- Костянтин Головськой
- Олексій Косолапов
- Андрій Сидельников
- Олексій Мулдаров
- Ігор Аксьонов
- Марат Хайруллін
- Андрій Пахтусов
- Андрій Румянцев
- Сергій Струков
- Тимур Кападзе
- Олександр Гейнріх
- Марат Бікмаєв
- Джафар Ірісметов
- /  Петро Бадло
- Кривенцов Валерій
- Сергій Беженар
- Андрій Лаврик
- Сергій Рогачов
- Сергій Ковальчук
- Арунас Клімавічус
- Дарко Малетич
- Зоран Костич
- Тіті Ессомба
- Малік Мане
- Лукаш Баєр
- Роберт Арзуманян

## Тренери
- Б. Романовський
- Є. Валицький
- Ю. Хакімов
- В. Кисельов
- Валерій Круглихін (?-1984, 1 пол.)
- Р. О. Анторян (1984, 2-я пів. — 1985, 1-я пів.)
- Б. С. Єгоров (1985, 1-я пів. — 1986)
- В. Коробков (1987–1989, до серпня)
- В. Г. Тищенко (1989, з серпня — 1990)
- В. Бабурін
- Н. Акчурін
- Володимир Нікітенко (1994–1995)
- Олександр Леменчук (1995–1997)
- Анатолій Побірський (1991,1999-2001)
- Володимир Лінчевський (2001, з липня — 2002)
- Вахід Масудов (2003, до червня)
- в.о. Андрій Мірошниченко (2003, червень-липень)
- Олександр Іщенко (2003, з липня)
- Равіль Рамазанов (2001, до липня; в.о. 2004, квітень-липень; 2005)
- Володимир Муханов (2006–2012)
- Володимир Нікітенко (2012-н.ч.)

## Українські гравці
В 2003 році за команду виступали півзахисник Валерій Кривенцов та захисник Сергій Беженар.
У 2007-2014 році гравцем «Актобе» був захисник Петро Бадло.
У лютому 2014 року на правах вільного агента контракт з клубом підписав нападник Артем Мілевський.
У 2014-15 роках у клубі виступав нападник Олексій Антонов.
У 2014 році до "Актобе" приєднався нападник Ілля Михальов.
У 2021-22 році за команду виступали півзахисник Віталій Балашов та лівий вінгер Дмитро Коркішко.